# Nobunaga Sensei no Osanazuma
Nobunaga Sensei no Osanazuma (яп. ノブナガ先生の幼な妻 Нобунага Сэнсэй но Осанадзума) — манга Адзурэ Конно, выпускающаяся в журнале Monthly Action издательства Futabasha с 25 мая 2017 года. С 10 ноября того же года был начат выпуск и в формате танкобонов.
11 декабря 2018 года состоялся анонс предстоящей аниме-адаптации работы, которая была поручена студии Seven. На должность режиссёра-постановщика был утверждён Нориёси Сасаки, ранее известный по экранизациям My Wife is the Student Council President+, King's Game The Animation и Kyouto Teramachi Sanjou no Holmes. В роли сценариста выступила Арикура Арика, а режиссёр Такаси Нисикава стал ответственным за дизайн персонажей. Начальная композиция сериала «Aiseyo Minna, Hai!» была исполнена идол-дуэтом Pyxis, завершающая «Returner Butterfly» — певицей Рикой Татибаной. Премьера сериала на различных телеканалах Японии состоялась 6 апреля 2019 года.

## Сюжет
Школьный учитель Нобунага Ода является потомком полководца Оды Нобунаги. В свои 28 лет он не имел отношений с противоположным полом и мечтал о том, чтобы в его жизни появилась бы какая-нибудь красивая девушка. Однажды когда Нобунага заходит в свой сарай, на него откуда-то сваливается юная девушка в кимоно, которая утверждает, что прибыла в дом Ода, чтобы стать женой Нобунаги. Отойдя от начального шока, Нобунага допрашивает девушку и выясняет, что перед ним Сайто Китё — единственная законная жена его предка и тёзки, которая каким-то образом переместилась из периода Сэнгоку, где отправилась в путешествие к своему будущему мужу, в современный мир. Китё, узнав имя учителя, отказалась поверить объяснениям Нобунаги, решив, что её жених пытается расторгнуть помолвку, и потребовала немедленного вступления в брак и зачатия первенца. Нобунага категорически отказывает несовершеннолетней девушке, но оставляет её у себя в доме и после устраивает на обучение в школу, где сам и преподаёт.

## Персонажи
Нобунага Ода (яп. 織田信永 Ода Нобунага) — холостой школьный учитель, прямой потомок Оды Нобунаги.
Сэйю: Кода Сакай
Сайто Китё (яп. 斎藤帰蝶) — Сайто Китё, четырнадцатилетняя дочь даймё Сайто Досана.
Сэйю: Акари Уэхара

## Критика
Аниме-сериал получил крайне низкие оценки критиков. Терон Мартин из портала Anime News Network, отметил, что просмотр требует от зрителя хорошей переносимости лоликон-фансервиса, а противопоставление средневековых и современных представлений о браке было выполнено глупо. Обозреватель того же издания Ник Кример также посчитал, что вместо того чтобы сделать больший акцент на культурных различиях двух эпох создатели работы предпочли сосредоточиться на концепции «четырнадцатилетняя девочка чувствует, что должна заняться сексом с двадцативосьмилетним мужчиной». В этой связи Ребекка Сильверман отметила, что Nobunaga Sensei no Osanazuma является этти гаремом и может быть востребован поклонниками сериалов этого направления. Тем не менее, ряд критиков Anime News Network назвали этот короткометражный сериал худшим в весеннем сезоне 2019 года и призвали воздержаться от фансервиса с едва достигшими полового созревания подростками. Обозреватель The Fandom Post Крис Беверидж также отметил, что такой подход к сюжету создаёт только «плохое имя» подобным работам, хотя сама она и посвящена популярной для аниме-сериалов 2010-х годов теме, связанной с биографией Оды Нобунаги.